# Wolfen
Wolfen è una frazione della città tedesca di Bitterfeld-Wolfen, nella Sassonia-Anhalt.

## Storia
Wolfen fu citata per la prima volta intorno al 1400, e costituiva un piccolo centro rurale, posto nei pressi della città di Bitterfeld.
Agli inizi del XX secolo, anche Wolfen fu investita dallo sviluppo dell'industria chimica nella regione, trasformandosi in popoloso centro operaio. Nel 1909 la AGFA costuì un grande stabilimento per la produzione di pellicole.
Il 7 ottobre 1958 il comune di Wolfen assunse lo status di città.
Il 1º luglio 2007 la città di Wolfen fu fusa con la città di Bitterfeld e i comuni di Greppin, Holzweißig e Thalheim, formando la nuova città di Bitterfeld-Wolfen.